# 포켓몬스터 베스트위시의 에피소드 목록
다음은 일본의 애니메이션 《포켓몬스터》 시리즈 중 하나인 《포켓몬스터 베스트위시》의 에피소드 목록이다.

## 목록

### 베스트위시
| 화수     | 제목                                           | 본방송일자 (일본)                                             | 방영순서 |
| -------- | ---------------------------------------------- | ------------------------------------------------------------- | -------- |
| 1        | "하나 지방과 제크로무의 어두운 그림자!"        | 2010년 9월 23일 대한민국 내 방영 : 2011년 5월 16일 (1기 첫방) | 660      |
| 2        | "새로운 친구! 아이리스와 터검니!"              | 2010년 9월 23일 대한민국 내 방영 : 2011년 5월 16일            | 661      |
| 3        | "깜눈크! 간헐천에서 위기일발!"                 | 2010년 9월 30일 대한민국 내 방영 : 2011년 5월 17일            | 662      |
| 4        | "배틀 클럽! 수수께끼 포켓몬 나타나다!"         | 2010년 10월 7일 대한민국 내 방영 : 2011년 5월 17일            | 663      |
| 5        | "세 쌍둥이 관장과 바오프, 앗차프, 아냐프!"     | 2010년 10월 14일 대한민국 내 방영 : 2011년 5월 23일           | 664      |
| 6        | "몽나와 몽얌나! 꿈터에서 감동의 재회!"         | 2010년 10월 21일 대한민국 내 방영 : 2011년 5월 23일           | 665      |
| 7        | "주리비얀의 헤롱헤롱에 모두 헤롱헤롱되다?!"    | 2010년 10월 28일 대한민국 내 방영 : 2011년 5월 24일           | 666      |
| 8        | "달막화와 불미달마! 시계탑의 비밀!!"           | 2010년 11월 4일 대한민국 내 방영 : 2011년 5월 24일            | 667      |
| 9        | "펜드라의 폭주! 터검니를 구하라!"              | 2010년 11월 11일 대한민국 내 방영 : 2011년 5월 30일           | 668      |
| 10       | "라이벌 배틀! 강적 탱그릴!"                    | 2010년 11월 18일 대한민국 내 방영 : 2011년 5월 30일           | 669      |
| 11       | "돌살이! 내 집은 내가 찾겠다!!"                | 2010년 12월 2일 대한민국 내 방영 : 2011년 5월 31일            | 670      |
| 12       | "깨봉이 특공대와 비밀기지"                     | 2010년 12월 9일 대한민국 내 방영 : 2011년 5월 31일            | 671      |
| 13       | "치라미는 깨끗한 걸 좋아해?!"                  | 2010년 12월 16일 대한민국 내 방영 : 2011년 6월 6일            | 672      |
| 14       | "칠보시티! 박물관의 신비한 대모험!"            | 2010년 12월 23일 대한민국 내 방영 : 2011년 6월 6일            | 673      |
| 15       | "칠보체육관 시합! 지우 VS 체육관 관장 알로에!" | 2011년 1월 6일 대한민국 내 방영 : 2011년 6월 7일              | 674      |
| 16       | "칠보체육관 재도전, 새로운 기술 작렬!!"        | 2011년 1월 13일 대한민국 내 방영 : 2011년 6월 7일             | 675      |
| 17       | "알에서 태어난 난폭자, 곤율랭!!"               | 2011년 1월 20일 대한민국 내 방영 : 2011년 6월 27일            | 676      |
| 18       | "바람개비숲에서 길을 잃다!"                    | 2011년 1월 27일 대한민국 내 방영 : 2011년 6월 27일            | 677      |
| 19       | "소믈리에 대결! 돌살이 VS 쌍검자비"            | 2011년 2월 17일 대한민국 내 방영 : 2011년 6월 28일            | 680      |
| 20       | "꼬지보리! 깜눈크의 선글라스를 돌려줘!"        | 2011년 2월 24일 대한민국 내 방영 : 2011년 6월 28일            | 681      |
| 21       | "고디모아젤! 추억은 깊은 안개 속으로!"         | 2011년 3월 3일 대한민국 내 방영 : 2011년 7월 4일              | 682      |
| 22       | "구름시티! 마디네 공포에 휩싸이다!"            | 2011년 3월 10일 대한민국 내 방영 : 2011년 7월 4일             | 683      |
| 방영중지 | "로켓단 VS 플라스마단 (전편)"                  | 방영중지                                                      | 방영중지 |
| 방영중지 | "로켓단 VS 플라스마단 (후편)"                  | 방영중지                                                      | 방영중지 |
| 23       | "구름체육관! 순수한 마음의 벌레포켓몬 시합!"   | 2011년 3월 17일 대한민국 내 방영 : 2011년 7월 5일             | 684      |
| 24       | "에몽가의 귀여운 얼굴에 속지 마라!!"           | 2011년 3월 24일 대한민국 내 방영 : 2011년 7월 5일             | 685      |
| 25       | "에몽가 대 주리비얀! 볼트체인지로 대혼란!!"    | 2011년 3월 31일 대한민국 내 방영 : 2011년 7월 11일            | 686      |
| 26       | "영계의 안내자, 불켜미와 램프라!"              | 2011년 4월 7일 대한민국 내 방영 : 2011년 7월 11일             | 687      |
| 27       | "드래곤마스터의 길! 터검니 VS 크리만!!"        | 2011년 4월 14일 대한민국 내 방영 : 2011년 7월 12일            | 688      |
| 28       | "사라진 가리비칼! 수댕이의 최대 위기"          | 2011년 4월 21일 대한민국 내 방영 : 2011년 7월 12일            | 689      |
| 29       | "소미안! 사랑은 바람을 타고!"                  | 2011년 4월 28일 대한민국 내 방영 : 2011년 7월 18일            | 690      |
| 30       | "리그레와 미확인 비행물체"                     | 2011년 5월 5일 대한민국 내 방영 : 2011년 7월 18일             | 691      |
| 31       | "라이벌 배틀! 바닐프티와 으랏차!"              | 2011년 5월 12일 대한민국 내 방영 : 2011년 7월 19일            | 692      |
| 32       | "두까비와 메더! 연못가의 대결투!"              | 2011년 5월 19일 대한민국 내 방영 : 2011년 7월 19일            | 693      |
| 33       | "드래곤버스터 등장! 아이리스와 몰드류!"        | 2011년 5월 26일 대한민국 내 방영 : 2011년 7월 25일            | 694      |
| 34       | "단굴! 러스터캐논을 발사하라!!"                | 2011년 6월 2일 대한민국 내 방영 : 2011년 7월 25일             | 695      |
| 35       | "소믈리에탐정 덴트, 다부니 실종사건!·"         | 2011년 6월 9일 대한민국 내 방영 : 2011년 7월 26일             | 696      |
| 36       | "화석에서 부활하다! 고대의 괴조 아케오스!"     | 2011년 6월 16일 대한민국 내 방영 : 2011년 7월 26일            | 697      |
| 37       | "피싱소믈리에 덴트 등장!"                      | 2011년 6월 23일 대한민국 내 방영 : 2011년 8월 1일             | 698      |
| 38       | "영화 주인공 조로아! 포켓몬나이트의 전설"      | 2011년 6월 30일 대한민국 내 방영 : 2011년 8월 1일 (1기 종방)  | 699      |
| 39       | "전원집합 돈배틀!"                             | 2011년 7월 7일 대한민국 내 방영 : 2012년 4월 12일 (2기 첫방)  | 700      |
| 40       | "뜨거운 돈배틀! 주리비안 VS 자망칼"            | 2011년 7월 21일 대한민국 내 방영 : 2012년 4월 12일            | 701      |
| 41       | "불타는 돈배틀! 에몽가 VS 타격귀"              | 2011년 8월 4일 대한민국 내 방영 : 2012년 4월 19일             | 702      |
| 42       | "결전 돈배틀! 지우 VS 아이리스!"               | 2011년 8월 11일 대한민국 내 방영 : 2012년 4월 19일            | 703      |
| 43       | "나고시에이터 나옹! 곤율거니 설득작전!!!"      | 2011년 8월 18일 대한민국 내 방영 : 2012년 4월 26일            | 704      |
| 44       | "나옹과 수댕이! 쌔비냥을 조심하라!"            | 2011년 8월 25일 대한민국 내 방영 : 2012년 4월 26일            | 705      |
| 45       | "벰크와 듀란과 꿈도둑!"                        | 2011년 9월 1일 대한민국 내 방영 : 2012년 5월 2일              | 706      |
| 46       | "나고시에이터 나옹! 툰베어의 숲을 돌파하라!!"  | 2011년 9월 8일 대한민국 내 방영 : 2012년 5월 2일              | 707      |
| 47       | "폭주! 배틀서브웨이! (전편)"                   | 2011년 9월 15일 대한민국 내 방영 : 2012년 5월 3일             | 708      |
| 48       | "폭주! 배틀서브웨이! (후편)"                   | 2011년 9월 15일 대한민국 내 방영 : 2012년 5월 3일             | 709      |
| 49       | "체육관 관장은 카리스마 모델! 카밀레 등장!!"   | 2011년 9월 22일 대한민국 내 방영 : 2012년 5월 9일             | 710      |
| 50       | "뇌문체육관! 화려한 전격 배틀!!"               | 2011년 9월 29일 대한민국 내 방영 : 2012년 5월 9일             | 711      |
| 51       | "지우, 덴트 VS 서브웨이마스터!"                | 2011년 10월 6일 대한민국 내 방영 : 2012년 5월 10일            | 712      |
| 52       | "지우 VS 하나리그 챔피언 노간주!"              | 2011년 10월 13일 대한민국 내 방영 : 2012년 5월 10일           | 713      |
| 53       | "무지개 저편으로! 마라가치 뮤지컬 극단!!"      | 2011년 10월 27일 대한민국 내 방영 : 2012년 5월 16일           | 714      |
| 54       | "바라철록! 춘하추동, 모두 모여라!!"            | 2011년 11월 3일 대한민국 내 방영 : 2012년 5월 16일            | 715      |
| 55       | "곤율랭과 오만방자 고디탱!"                    | 2011년 11월 10일 대한민국 내 방영 : 2012년 5월 17일           | 716      |
| 56       | "아이리스와 모노두! 키우미집 수행!!"           | 2011년 11월 24일 대한민국 내 방영 : 2012년 5월 17일           | 717      |
| 57       | "쾌걸어지☆리더 VS 프리지옹!"                   | 2011년 12월 1일 대한민국 내 방영 : 2012년 5월 23일            | 718      |
| 58       | "덴트와 팟의 형제 배틀! 야나프 VS 바오프"      | 2011년 12월 8일 대한민국 내 방영 : 2012년 5월 23일            | 719      |
| 59       | "토네로스 VS 볼트로스 VS 랜드로스! (전편)"     | 2011년 12월 15일 대한민국 내 방영 : 2012년 5월 24일           | 720      |
| 60       | "토네로스 VS 볼트로스 VS 랜드로스! (후편)"     | 2011년 12월 22일 대한민국 내 방영 : 2012년 5월 24일           | 721      |
| 61       | "땅속의 체육관 시합! 지우 VS 야콘!"            | 2012년 1월 5일 대한민국 내 방영 : 2012년 5월 30일             | 722      |
| 62       | "파쪼옥과 전툴라! 전기돌 동굴을 지켜라!"       | 2012년 1월 12일 대한민국 내 방영 : 2012년 5월 30일            | 723      |
| 63       | "통신교환 진화! 슈바르고와 어지리더!"          | 2012년 1월 19일 대한민국 내 방영 : 2012년 5월 31일            | 724      |
| 64       | "흑의 영웅의 유적! 심보러와 데스니칸!"         | 2012년 1월 26일 대한민국 내 방영 : 2012년 5월 31일            | 725      |
| 65       | "더블배틀! 피카츄, 악비르 VS 펜드라, 두빅굴!!" | 2012년 2월 2일 대한민국 내 방영 : 2012년 6월 6일              | 726      |
| 66       | "아프로 가발 쓰고 GO! 버프론은 NO!!"           | 2012년 2월 16일 대한민국 내 방영 : 2012년 6월 6일             | 727      |
| 67       | "궐수체육관의 에어배틀! 도전자 덴트!?"         | 2012년 2월 23일 대한민국 내 방영 : 2012년 6월 7일             | 728      |
| 68       | "궐수체육관! 지우 VS 풍란의 공중결전!"         | 2012년 3월 1일 대한민국 내 방영 : 2012년 6월 7일              | 729      |
| 69       | "난관돌파! 천공의 탑을 올라가라"               | 2012년 3월 8일 대한민국 내 방영 : 2012년 6월 13일             | 730      |
| 70       | "돈너마이트 개막! 곤율랭 VS 야나키!"           | 2012년 3월 15일 대한민국 내 방영 : 2012년 6월 13일            | 731      |
| 71       | "계속 이어지는 돈너마이트! 크리만 VS 절각참!"  | 2012년 3월 22일 대한민국 내 방영 : 2012년 6월 14일            | 732      |
| 72       | "뜨거운 배틀 돈너마이트! 절각참 VS 염무왕!"    | 2012년 3월 29일 대한민국 내 방영 : 2012년 6월 14일            | 733      |
| 73       | "결전 돈너마이트! 크리만 VS 타격귀!!"          | 2012년 4월 5일 대한민국 내 방영 : 2012년 6월 20일             | 734      |
| 74       | "아이앤트의 소굴에서 터검니를 구하라!"         | 2012년 4월 12일 대한민국 내 방영 : 2012년 6월 20일            | 735      |
| 75       | "태엽산의 결투! 늑골라의 기적!! (전편)"        | 2012년 4월 19일 대한민국 내 방영 : 2012년 6월 21일            | 736      |
| 76       | "태엽산의 결투! 늑골라의 기적!! (후편)"        | 2012년 4월 26일 대한민국 내 방영 : 2012년 6월 21일            | 737      |
| 77       | "불꽃의 추억! 뚜꾸리 VS 염무왕!!"              | 2012년 5월 3일 대한민국 내 방영 : 2012년 6월 27일             | 738      |
| 78       | "담죽 등장! 불카모스의 신성한 산!"             | 2012년 5월 10일 대한민국 내 방영 : 2012년 6월 27일            | 739      |
| 79       | "설화체육관 시합! 얼음 경기장"                 | 2012년 5월 17일 대한민국 내 방영 : 2012년 6월 28일            | 740      |
| 80       | "포켓몬소믈리에 대결! 맛보기 시합!"            | 2012년 5월 24일 대한민국 내 방영 : 2012년 6월 28일            | 741      |
| 81       | "철시드 연구소! 아이리스와 배바닐라!"          | 2012년 5월 31일 대한민국 내 방영 : 2012년 7월 4일             | 742      |
| 82       | "영화대결! 출격 하나방위대!!"                  | 2012년 6월 7일 대한민국 내 방영 : 2012년 10월 25일            | 743      |
| 83       | "격투 모란만체육관! 지우 VS 보미카!! (전편)"   | 2012년 6월 14일 대한민국 내 방영 : 2012년 11월 1일            | 744      |
| 84       | "격투 모란만체육관! 지우 VS 보미카!! (후편)"   | 2012년 6월 14일 대한민국 내 방영 : 2012년 11월 8일 (2기 종방) | 745      |

### 베스트위시2
| 화수 | 제목                                                | 본방송일자 (일본)                                                | 방영순서 |
| ---- | --------------------------------------------------- | ---------------------------------------------------------------- | -------- |
| 85   | "메로엣타여 노래하라! 사랑의 선율을!"               | 2012년 6월 21일 대한민국 내 방영 : 2013년 3월 27일 (시즌 2 첫방) | 746      |
| 86   | "팽도리 VS 야나프! 화려한 배틀!"                    | 2012년 6월 28일 대한민국 내 방영 : 2013년 3월 27일               | 747      |
| 87   | "롱스톤 섬에서 위험한 서바이벌!"                    | 2012년 7월 5일 대한민국 내 방영 : 2013년 3월 28일                | 74       |
| 88   | "소믈리에 탐정 덴트! 사라진 코고미의 수수께끼!"     | 2012년 7월 19일 대한민국 내 방영 : 2013년 3월 28일               | 749      |
| 89   | "아이리스와 난폭한 망나뇽!!"                        | 2012년 7월 26일 대한민국 내 방영 : 2013년 4월 3일                | 750      |
| 90   | "주니어컵 개막!! 망나뇽 VS 툰베어!!"                | 2012년 8월 2일 대한민국 내 방영 : 2013년 4월 3일                 | 751      |
| 91   | "힘과 힘의 대결! 아이리스 VS 빛나!"                 | 2012년 8월 23일 대한민국 내 방영 : 2013년 4월 4일                | 752      |
| 92   | "지우, 아이리스, 슈티! 최후의 배틀!"                | 2012년 8월 30일 대한민국 내 방영 : 2013년 4월 4일                | 753      |
| 93   | "이별과 만남의 주니어컵!!"                          | 2012년 9월 6일 대한민국 내 방영 : 2013년 4월 10일                | 754      |
| 94   | "기하체육관 배틀! 만타인 VS 대검귀!"                | 2012년 9월 13일 대한민국 내 방영 : 2013년 4월 10일               | 755      |
| 95   | "포켓몬 보육원 대소동! 수리둥보와 벌차이"           | 2012년 9월 20일 대한민국 내 방영 : 2013년 4월 11일               | 756      |
| 96   | "메로엣타와 전설의 해저 신전!"                      | 2012년 9월 27일 대한민국 내 방영 : 2013년 4월 11일               | 757      |
| 97   | "영물품 총진격! 하나 지방의 최대 위기!"             | 2012년 10월 4일 대한민국 내 방영 : 2013년 4월 17일               | 758      |
| 98   | "세계 제일의 화려한 포켓몬!? 치라치노 VS 주리비얀!" | 2012년 10월 11일 대한민국 내 방영 : 2013년 4월 17일              | 759      |
| 99   | "창공과 대지의 태그배틀!"                           | 2012년 10월 18일 대한민국 내 방영 : 2013년 4월 18일              | 760      |
| 100  | "아이리스, 용의 고을로 돌아가다!"                   | 2012년 10월 25일 대한민국 내 방영 : 2013년 4월 18일              | 761      |
| 101  | "쌍용체육관! 아이리스 VS 사간!!"                    | 2012년 11월 8일 대한민국 내 방영 : 2013년 4월 24일               | 762      |
| 102  | "이브이팀 출동하라! 포켓몬 구조대!"                 | 2012년 11월 15일 대한민국 내 방영 : 2013년 4월 24일              | 763      |
| 103  | "개막! 하나리그 마고자대회! 지우 VS 슈티!"          | 2012년 11월 22일 대한민국 내 방영 : 2013년 4월 25일              | 764      |
| 104  | "뜨거운 시합! 라이벌 배틀에서 승리하라!"            | 2012년 11월 29일 대한민국 내 방영 : 2013년 4월 25일              | 765      |
| 105  | "터검니! 길을 잃고 헤매다!"                         | 2012년 12월 6일 대한민국 내 방영 : 2013년 5월 2일                | 766      |
| 106  | "타격귀 등장! 지우 VS 케니언!!"                     | 2012년 12월 13일 대한민국 내 방영 : 2013년 5월 2일               | 767      |
| 107  | "지우 VS 철이! 비밀병기 삼삼드래!"                  | 2012년 12월 20일 대한민국 내 방영 : 2013년 5월 8일               | 768      |
| 108  | "결착 하나리그! 피카츄 VS 루카리오!"                | 2013년 1월 10일 대한민국 내 방영 : 2013년 5월 8일 (시즌 2 종방)  | 769      |

### 베스트위시2 에피소드 N
| 화수 | 제목                                            | 본방송일자 (일본)                                                           | 방영순서 |
| ---- | ----------------------------------------------- | --------------------------------------------------------------------------- | -------- |
| 109  | "주박사 연구소! 새로운 여행의 시작!"            | 2013년 1월 17일 대한민국 내 방영 : 2013년 5월 9일 (시즌 2 에피소드 N 첫방)  | 770      |
| 110  | "포켓몬을 친구라 부르는 사나이, 그의 이름은 N!" | 2013년 1월 24일 대한민국 내 방영 : 2013년 5월 9일                           | 771      |
| 111  | "새로운 체육관 관장 체렌!"                      | 2013년 1월 31일 대한민국 내 방영 : 2013년 5월 15일                          | 772      |
| 112  | "아크로마 VS 핸섬! 플라스마단의 음모!"          | 2013년 2월 7일 대한민국 내 방영 : 2013년 5월 15일                           | 773      |
| 113  | "안개의 산가지 목장! 전룡의 불빛!!"             | 2013년 2월 14일 대한민국 내 방영 : 2013년 5월 16일                          | 774      |
| 114  | "N 또 다시 등장하다! 워글 구출작전!"            | 2013년 2월 21일 대한민국 내 방영 : 2013년 5월 16일                          | 775      |
| 115  | "서둘러라! 포켓몬 연안구조대"                   | 2013년 2월 28일 대한민국 내 방영 : 2013년 5월 22일                          | 776      |
| 116  | "불타올라라! 리자몽 VS 망나뇽"                  | 2013년 3월 7일 대한민국 내 방영 : 2013년 5월 22일                           | 777      |
| 117  | "플라스마단의 야망 조종당하는 포켓몬들!"        | 2013년 3월 14일 대한민국 내 방영 : 2013년 5월 23일                          | 778      |
| 118  | "N의 비밀… 안개의 저편으로!"                    | 2013년 3월 21일 대한민국 내 방영 : 2013년 5월 23일                          | 779      |
| 119  | "로켓단 VS 플라스마단! 나옹과 아크로마!"        | 2013년 3월 28일 대한민국 내 방영 : 2013년 5월 29일                          | 780      |
| 120  | "백의 유적! 지우 VS N!!"                        | 2013년 4월 4일 대한민국 내 방영 : 2013년 5월 29일                           | 781      |
| 121  | "플라스마단 습격! 부활의 의식!"                 | 2013년 4월 11일 대한민국 내 방영 : 2013년 5월 30일                          | 782      |
| 122  | "레시라무 VS N!! 이상과 진실의 저편으로!!"      | 2013년 4월 18일 대한민국 내 방영 : 2013년 5월 30일 (시즌 2 에피소드 N 종방) | 783      |

### 베스트위시2 데코로라 어드벤처 Da
| 화수      | 제목                                         | 본방송일자 (일본)                                                                     | 방영순서 |
| --------- | -------------------------------------------- | ------------------------------------------------------------------------------------- | -------- |
| 123       | "안녕, 하나지방! 새로운 출발!!"              | 2013년 4월 25일 대한민국 내 방영 : 2013년 9월 23일 (시즌 2 데코로라 어드벤처Da 첫방)  | 784      |
| 124       | "달콤한 허니꿀에는 위험이 가득!!"            | 2013년 5월 2일 대한민국 내 방영 : 2013년 9월 23일                                     | 785      |
| 125       | "소믈리에 탐정 덴트! 미실의 비밀을 풀어라!!" | 2013년 5월 9일 대한민국 내 방영 : 2013년 9월 24일                                     | 786      |
| 126       | "안녕 수댕이!? 가리비칼 킹의 길!"            | 2013년 5월 16일 대한민국 내 방영 : 2013년 9월 24일                                    | 787      |
| 127       | "환염의 섬! 안개속의 조로아크!!"             | 2013년 5월 23일 대한민국 내 방영 : 2013년 9월 30일                                    | 788      |
| 128       | "로토무 VS 오박사"                           | 2013년 5월 30일 대한민국 내 방영 : 2013년 9월 30일                                    | 789      |
| 129       | "데코로라 제도의 해적왕!"                    | 2013년 6월 6일 대한민국 내 방영 : 2013년 10월 1일                                     | 790      |
| 130       | "지우와 버터플! 다시 만날 날까지!!"          | 2013년 6월 13일 대한민국 내 방영 :2013년 10월 1일                                     | 791      |
| 131       | "지우와 아이리스가 절교!? 이별의 외길!!"     | 2013년 6월 20일 대한민국 내 방영 :2013년 10월 7일                                     | 792      |
| 132       | "지라치에게 소원을! 7일간의 기적!!"          | 2013년 6월 27일 대한민국 내 방영 :2013년 10월 7일                                     | 793      |
| 133       | "빛나는 원반! 벰크들의 마을!!"               | 2013년 7월 4일 대한민국 내 방영 :2013년 10월 8일                                      | 794      |
| 134       | "팬지 등장! 목도리키텔과 고고트!!"           | 2013년 7월 18일 대한민국 내 방영 :2013년 10월 8일                                     | 795      |
| 135       | "보물의 비밀! 무인도 모험!!"                 | 2013년 7월 25일 대한민국 내 방영 : 2013년 10월 14일                                   | 796      |
| 136       | "이향과 아이리스! 색이 다른 크리만!!"        | 2013년 8월 1일 대한민국 내 방영 : 2013년 10월 14일                                    | 797      |
| 137       | "음번 등장! 혜성과 용사의 전설!!"            | 2013년 8월 15일 대한민국 내 방영 : 2013년 10월 15일                                   | 798      |
| 138       | "고~고~ 고고트~!!"                           | 2013년 8월 22일 대한민국 내 방영 : 2013년 10월 15일                                   | 799      |
| 139       | "에몽가 로켓단에 들어가다!"                  | 2013년 9월 5일 대한민국 내 방영 : 2013년 10월 21일                                    | 800      |
| 140       | "덴트 VS 얼음의 도전자! 성신체육관의 위기!!" | 2013년 9월 12일 대한민국 내 방영 : 2013년 10월 21일                                   | 801      |
| 141       | "베스트위시! 다시 만날 날까지!!"             | 2013년 9월 19일 대한민국 내 방영 : 2013년 10월 22일                                   | 802      |
| 142       | "내 꿈은 포켓몬마스터!!"                     | 2013년 9월 26일 대한민국 내 방영 : 2013년 10월 22일 (시즌 2 데코로라 어드벤처Da 종방) | 803      |
| 143(번외) | "덴트와 웅! 갸라도스의 역린!!"               | 2013년 10월 3일 대한민국 내 방영 : 2014년 3월 28일                                    | 804      |
| 144(번외) | "아이리스 VS 이향! 드래곤마스터로 가는 길!!" | 2014년 3월 27일 대한민국 내 방영 : 2014년 3월 28일                                    | 826      |